# Список экорегионов Франции

Карта экорегионов и биомов Западной Палеарктики

По классификации Всемирного фонда дикой природы (WWF) на территории Франции выделяют 9 экологических регионов, входящих в 3 биома.
- биом Умеренные широколиственные и смешанные леса — 4 экорегиона:
  - Атлантические смешанные леса[англ.] PA0402
  - Кантабрийские смешанные леса[англ.] PA0406
  - Пиренейские хвойные и смешанные леса[англ.] PA0433
  - Западноевропейские широколиственные леса[англ.] PA0445

- биом Умеренные хвойные леса — 1 экорегион:
  - Альпийские хвойные и смешанные леса[англ.] PA0501

- биом Средиземноморские леса и кустарники — 4 экорегиона:
  - Корсиканские горные широколиственные и смешанные леса[англ.] PA1204
  - Итальянские жестколистные и полулистопадные леса[англ.] PA1211
  - Средиземноморские леса Северо-Восточной Испании и Южной Франции[англ.] PA1215
  - Тирренско-Адриатические жестколистные и смешанные леса[англ.] PA1222

Рядом с названиями экорегионов указаны их коды-идентификаторы WWF.